# Vay, Loire-Atlantique
Vay là một xã thuộc tỉnh Loire-Atlantique, trong vùng Pays de la Loire ở phía tây nước Pháp. Xã này nằm ở khu vực có độ cao từ 21-96 mét trên mực nước biển. Theo điều tra dân số năm 2006 của INSEE, xã có dân số 1725 người.

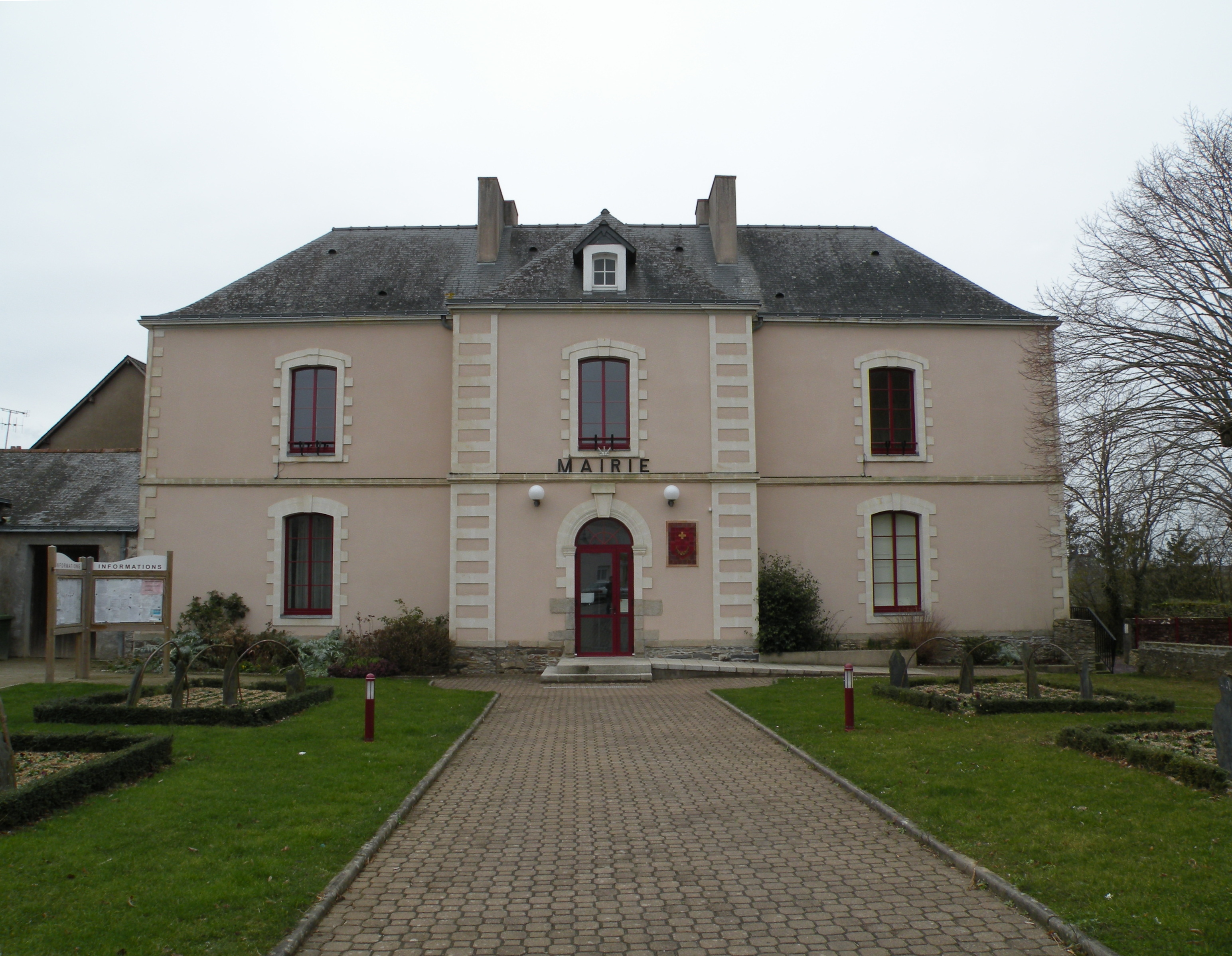
Tòa thị chính
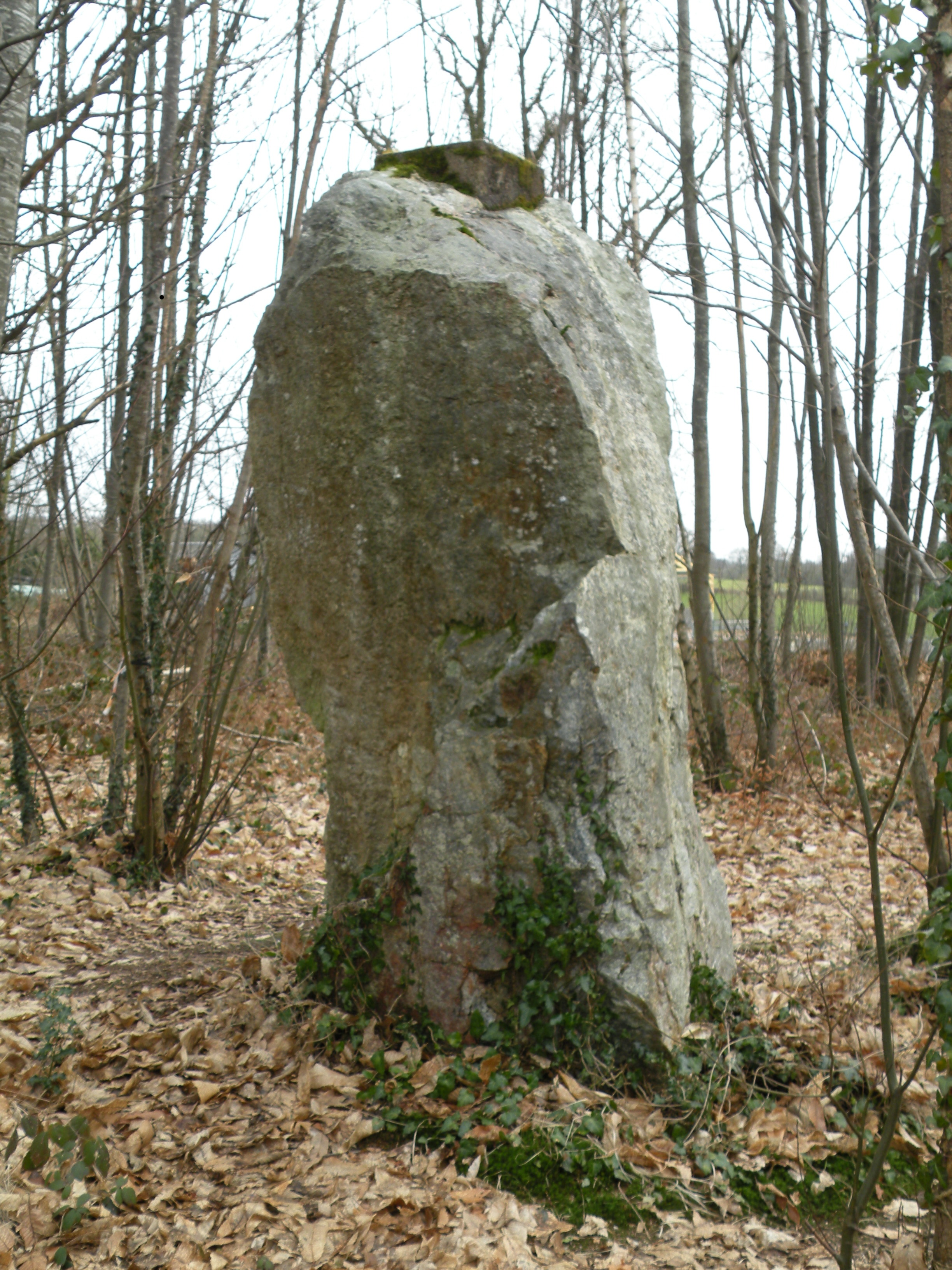
Drouetterie menhir (MH)